# Commission de la Culture, de l'Éducation, de la Communication et du Sport
Pour les articles homonymes, voir Commission de la Culture.
Présentation
Bureau
Au Sénat français, la commission de la Culture, de l’Éducation, de la Communication et du Sport (CULT), plus couramment abrégée en commission de la Culture, est une commission permanente compétente dans les champs de la communication, de la culture, de l’éducation, de la francophonie, de la jeunesse, de la recherche, du sport et de la vie associative.
Instituée par la résolution du 19 janvier 1959 portant règlement provisoire du Sénat sous le nom de commission des Affaires culturelles (AFCLN), elle se réunit pour la première fois le 6 mai suivant après le scrutin intégral fondant la chambre le 26 avril. Elle prend en vertu d’une résolution du 2 juin 2009 le nom de commission de la Culture, de l'Éducation et de la Communication. À la suite du renouvellement sénatorial du 27 septembre 2020, la présidence de la commission est occupée par Laurent Lafon (Union centriste) à partir du 7 octobre 2020. Elle change à nouveau de nom avec l'adoption de la résolution du 12 décembre 2023, quelques mois avant les Jeux olympiques d'été de 2024 à Paris.

## Histoire
La commission des Affaires culturelles est instituée par la résolution sénatoriale du 16 janvier 1959 portant règlement provisoire du Sénat. Il s’agit d’une des six commissions de sénateurs qualifiées de permanentes créées au début de la Ve République avec celle des Affaires économiques et du Plan, celle des Affaires étrangères, de la Défense et des Forces armées, celle des Affaires sociales, celle des Finances, du Contrôle budgétaire et des Comptes économiques de la Nation ainsi que celle des Lois constitutionnelles, de Législation, du Suffrage universel, du Règlement et d’Administration générale. La résolution du 2 juin 2009 tendant à modifier le règlement du Sénat pour mettre en œuvre la révision constitutionnelle, conforter le pluralisme sénatorial et rénover les méthodes de travail du Sénat la renomme commission de la Culture, de l’Éducation et de la Communication,. 
À l'approche des Jeux olympiques et paralympiques de Paris 2024, la commission change de nom pour celui de communication de la Culture, de l'Éducation, de la Communication et du Sport, ainsi que le prévoit la résolution du 12 décembre 2023, déclarée conforme à la Constitution par le Conseil constitutionnel le 18 janvier 2024
Le premier bureau de la commission est constitué le 6 mai 1959 à la suite des élections sénatoriales intégrales survenues le 26 avril 1959 en Métropole et dans les départements et territoires d’outre-mer afin de permettre l’institution du Sénat au sens de la Constitution du 4 octobre 1958. Au cours de cette session parlementaire, la commission est intégrée au règlement définitif du Sénat par une résolution sénatoriale du 9 juin 1959,,.
Le règlement du Sénat prévoit que les membres de la commission font l’objet d’une désignation au début de chaque session ordinaire suivant un renouvellement triennal partiel du Sénat et que son bureau est constitué ensuite par ces membres. Depuis sa création, ces événements se sont produits le 5 octobre 1962, le 6 octobre 1965, le 8 octobre 1968, le 6 octobre 1971, le 4 octobre 1974, le 6 octobre 1977, le 7 octobre 1980, le 5 octobre 1983, le 6 octobre 1986, le 5 octobre 1989, les 7 et 8 octobre 1992, les 4 et 5 octobre 1995, les 6 et 7 octobre 1998, les 3 et 4 octobre 2001, les 6 et 7 octobre 2004, les 7 et 8 octobre 2008, les 5 et 6 octobre 2011,, les 8 et 9 octobre 2014,, les 4 et 5 octobre 2017, ainsi que les 6 et 7 octobre 2020,
.

## Rôle et missions
Le champ de compétences de la commission recouvre la communication, la culture, l’éducation, la francophonie, la jeunesse, la recherche, le sport et la vie associative.
Elle commet des rapports d’information, des rapports législatifs ou des rapports budgétaires. Quatre groupes d’études sont placés sous son contrôle : celui des Arts de la scène, des Arts de la rue et des Festivals en régions, celui de la Francophonie, celui des Métiers d’art ainsi que celui des Pratiques sportives et des Grands Événements sportifs.
Elle dispose d’un service propre au sein de la direction de la Législation et du Contrôle du Sénat. Il est sis dans l’aile ouest du palais du Luxembourg.

## Organisation

### Présidence
À chaque renouvellement triennal du Sénat, le président est la première des personnalités constituant le bureau élue par les autres membres de la commission lors de sa réunion constitutive. Il peut être suppléé ou représenté par un des vice-présidents.
| Président                | Groupe | Groupe   | Période du mandat | Période du mandat | Qualité |
| ------------------------ | ------ | -------- | ----------------- | ----------------- | --- |
| Louis Gros               |        | RI       | 6 mai 1959        | 1er octobre 1974  | Sénateur, représentant les Français établis hors de France (1959-1977) |
| Jean de Bagneux          |        | RI       | 4 octobre 1974    | 2 octobre 1977    | Maire de Quintin (1947-1983) Conseiller général des Côtes-du-Nord, élu dans le canton de Quintin (1951-1976) Sénateur, élu dans les Côtes-du-Nord (1959-1980)                                                                                   |
| Léon Eeckhoutte          |        | SOC      | 6 octobre 1977    | 1er octobre 1986  | Maire de Villemur-sur-Tarn (1947-1983) Conseiller général de la Haute-Garonne, élu dans le canton de Villemur-sur-Tarn (1951-1994) Président du conseil général de la Haute-Garonne (1966-1988) Sénateur, élu dans la Haute-Garonne (1971-1989) |
| Maurice Schumann         |        | RPR      | 6 octobre 1986    | 1er octobre 1995  | Sénateur, élu dans le Nord (1974-1998) Conseiller régional du Nord-Pas-de-Calais, élu dans la section départementale du Nord (1986-1998) |
| Adrien Gouteyron         |        | RPR      | 5 octobre 1995    | 30 septembre 2001 | Conseiller général de la Haute-Loire, élu dans le canton de Vorey (1976-2008) Sénateur, élu dans la Haute-Loire (1978-2001) Maire de Rosières (1989-2020)                                                                                       |
| Jacques Valade           |        | RPR      | 4 octobre 2001    | 30 septembre 2008 | Conseiller municipal de Bordeaux (1971-2008) Sénateur, élu dans la Gironde (1989-2008) |
| Jacques Valade           | UMP    |          | 4 octobre 2001    | 30 septembre 2008 | Conseiller municipal de Bordeaux (1971-2008) Sénateur, élu dans la Gironde (1989-2008) |
| Jacques Legendre         |        | UMP      | 8 octobre 2008    | 30 septembre 2011 | Conseiller municipal de Cambrai (1977-2020) Sénateur, élu dans le Nord (1992-2017) |
| Marie-Christine Blandin  |        | SOC-EELV | 6 octobre 2011    | 30 septembre 2014 | Sénatrice, élue dans le Nord (2001-2017) |
| Marie-Christine Blandin  | ECOLO  |          | 6 octobre 2011    | 30 septembre 2014 | Sénatrice, élue dans le Nord (2001-2017) |
| Catherine Morin-Desailly |        | UDI-UC   | 9 octobre 2014    | 30 septembre 2020 | Sénatrice, élue dans la Seine-Maritime (depuis 2004) Conseillère municipale de Rouen (2014-2016) Conseillère régionale de Normandie, élue dans la section départementale de la Seine-Maritime (depuis 2016)                                     |
| Catherine Morin-Desailly | UC     |          | 9 octobre 2014    | 30 septembre 2020 | Sénatrice, élue dans la Seine-Maritime (depuis 2004) Conseillère municipale de Rouen (2014-2016) Conseillère régionale de Normandie, élue dans la section départementale de la Seine-Maritime (depuis 2016)                                     |
| Laurent Lafon            |        | UC       | 5 octobre 2020    | En cours          | Conseiller municipal de Vincennes (depuis 1995) Conseiller de la métropole du Grand-Paris (depuis 2016) Sénateur, élu dans le Val-de-Marne (depuis 2017)                                                                                        |

### Bureau
Le bureau se constitue du président, des vice-présidents et des secrétaires. Tous sont élus par les membres de la commission,.
Le président et les vice-présidents font l’objet d’une élection au scrutin secret depuis la résolution du 25 octobre 1979.
| Résolution sénatoriale | Nombre de vice-présidents | Nombre de secrétaires |
| ---------------------- | ------------------------- | --------------------- |
| 16 janvier 1959        | 3                         | 3                     |
| 9 juin 1959            | 4                         | 4                     |
| 21 novembre 1995       | 6                         | 4                     |
| 2 juin 2009            | 8                         | Non fixé              |

### Membres
Les membres de la commission de la Culture, de l’Éducation, de la Communication et du Sport sont désignés en séance plénière du Sénat. Leur nombre varie depuis 1959.
| Résolution sénatoriale | Nombre de membres | Entrée en vigueur                          |
| ---------------------- | ----------------- | ------------------------------------------ |
| 16 janvier 1959        | 58                | Session ordinaire de 1959                  |
| 9 juin 1959            | 51                | 9 juin 1959                                |
| 20 juillet 1962        | 44                | 20 juillet 1962                            |
| 14 mai 1968            | 45                | Première session ordinaire de 1968-1969    |
| 30 juin 1977           | 47                | Après le renouvellement sénatorial de 1977 |
| 30 juin 1977           | 49                | Après le renouvellement sénatorial de 1980 |
| 30 juin 1977           | 51                | Après le renouvellement sénatorial de 1983 |
| 15 juin 1983           | 52                | Après le renouvellement sénatorial de 1983 |
| 11 mai 2004            | 54                | Après le renouvellement sénatorial de 2004 |
| 11 mai 2004            | 56                | Après le renouvellement sénatorial de 2007 |
| 4 juin 2008            | 56                | Après le renouvellement sénatorial de 2008 |
| 2 juin 2009            | 56                | 2 juin 2009                                |
| 2 juin 2009            | 57                | Après le renouvellement sénatorial de 2011 |
| 13 mai 2015            | 49                | Après le renouvellement sénatorial de 2017 |